# Luana (Vorname)
Luana ist ein weiblicher Vorname.

## Herkunft und Bedeutung
Der Name wird so gedeutet:
- weibliche Form von Luanus[1], der mit der römischen Göttin Lua verwandt ist[2] und auf die lateinische Vokabel luo „büßen“, „reinigen“, „bezahlen“, „befreien“ zurückgeht[3][4]
- von spanisch luan „gelbbraun“[1]
- Variante von Luanne[1], der eine neue Kombination der Elemente lu, abgeleitet von Luisa[5], und ann, abgeleitet von Anna[6], darstellt[7]
- weibliche Form von Luan[8]

## Verbreitung
Der Name Luana erfreut sich in Portugal großer Beliebtheit. Im Jahr 2018 belegte er Rang 30 der Hitliste. In Brasilien nahm der Name ab den 1970er Jahren an Popularität zu, in den 1990er Jahren gehörte er zu den zehn beliebtesten Mädchennamen des Landes. Zuletzt wurde er seltener vergeben und zählte nach Hochrechnungen für das Jahr 2022 nicht zu den 100 meistgewählten Mädchennamen.
Auch in Italien ist der Name verbreitet, jedoch sank auch dort die Beliebtheit zuletzt.
In der Schweiz hat sich der Name Luana unter den beliebtesten Mädchennamen etabliert. Im Jahr 2021 belegte er Rang 30 der Hitliste.
Der Name Luana kommt in Deutschland seit den 2000er Jahren vor und nahm rasch an Popularität zu. Im Jahr 2018 stieg er erstmals in die Top-100 der Vornamenscharts auf und erreichte im Jahr 2019 mit Rang 91 die bislang höchste Platzierung in den Vornamenscharts. Im nachfolgenden Jahr sank die Popularität, um daraufhin wieder zu steigen, sodass er im Jahr 2021 Rang 107 der Vornamenscharts belegte.

## Varianten
Varianten des Namens sind Luanna, Luanne und Luann, sowie Luan als männliche Variante.

## Namensträger
- Luana Anders (1938–1996), US-amerikanische Schauspielerin und Drehbuchautorin
- Luàna Bajrami (* 2001), französische Schauspielerin
- Luana Bühler (* 1996), schweizerische Fußballspielerin
- Luana Bellinghausen (* 1986), deutsche Film- und Theaterschauspielerin
- Luana Calore (* 1986), schweizerische Schwimmerin
- Luana DeVol (* 1942), US-amerikanische Opernsängerin
- Luana Flütsch (* 1995), schweizerische Skirennläuferin
- Luana Knöll (* 1999), deutsche Schauspielerin
- Luana Patten (1938–1996), US-amerikanische Schauspielerin
- Luana Rodefeld (* 1997), deutsche Basketballspielerin
- Luana Vicente (* 1994), brasilianische Badmintonspielerin
- Luana Walters (1912–1963), US-amerikanische Schauspielerin

## Verschiedenes
- Vermutlich handelt es sich bei Luana um eine Zusammensetzung der Silben lu und ana aus dem Schauspiel Bird of Paradise 1932 von Richard Walton Tully.[21]